# Sélio
Sélio (em latim: Sellium) foi uma pequena cidade romana (ópido) da Lusitânia, cujos vestígios arqueológicos se encontram próximos da atual Tomar.